# Double Asteroid Redirection Test
Der Double Asteroid Redirection Test (DART) war eine Raumfahrtmission im Rahmen des AIDA-Programms von NASA und ESA. Die Sonde DART flog zu dem Asteroiden Didymos und schlug am 26. September 2022 (um 23:15 Uhr UTC) auf dessen Begleiter Dimorphos (= Didymos B) ein. Der mitgeführte Cubesat LICIACube beobachtete die Kollision. DART war der erste Versuch in der Geschichte der Weltraumforschung und damit der Menschheit, die Bahn eines Himmelskörpers – in diesem Fall eines erdnahen Asteroiden – zu verändern.
Die Folgemission Hera der ESA soll die Bahn von Dimorphos um Didymos A genau vermessen sowie den Einschlagkrater, die Oberfläche und Zusammensetzung der beiden Asteroiden analysieren.
Bei einem drohenden Einschlag eines Asteroiden auf der Erde könnte durch planetare Verteidigung mittels der mit DART getesteten Methode womöglich ein Asteroid auf eine andere Bahn gebracht und ein Impakt verhindert werden.

## Hintergrund
Nach Schätzungen von Astronomen gibt es etwa 25.000 Asteroiden im Sonnensystem, die groß genug wären, um eine Stadt zu zerstören; tatsächlich entdeckt wurden bislang etwa 8.000 dieser Asteroiden. In der Erdgeschichte sind wiederholt Einschläge von Asteroiden aufgetreten, die zu einem Massenaussterben geführt haben. Ein solcher Einschlag könnte auch die menschliche Zivilisation vernichten. Die Leitung der NASA war daher der Meinung, dass Pläne entwickelt werden müssten, um den Einschlag eines Asteroiden zu verhindern. Die Bahn eines Asteroiden könnte möglicherweise durch den Einschlag eines Raumflugkörpers verändert werden. Da auch große Sonden winzig im Vergleich zu mittelgroßen Asteroiden sind, würde auch die Bahnveränderung minimal sein. Wenn die Restflugbahn bis zum Aufschlag allerdings mehrere 100 Millionen km lang wäre, könnte auch eine kleine Bahnabweichung eine Kollision mit der Erde verhindern. Voraussetzung wäre eine sehr frühzeitige Erkennung, welcher Asteroid sich auf Kollisionskurs mit der Erde befindet. Das Planetary Defense Coordination Office sammelt Daten zu Himmelskörpern, die möglicherweise eine Gefahr für die Erde darstellen.

## Geschichte der DART-Mission
Ursprünglich hatten ESA und NASA unabhängige Pläne für Missionen, um Asteroiden auf ihrer Bahn abzulenken. Im Jahr 2005 veröffentlichte die ESA die Konzeptstudie der Raumfahrtmission Don Quijote, bei der die Flugbahn eines Asteroiden verändert werden sollte. Die Konzeptstudie wurde nicht verwirklicht, aber Teile des Konzepts wurden von nachfolgenden Missionen aufgegriffen.
Im Jahr 2015 vereinbarten NASA und ESA ein gemeinsames Projekt, die AIDA-Mission (Asteroid Impact & Deflection Assessment), welche zwei Sonden beinhaltete. Es wurde vereinbart, dass die ESA zunächst AIM (Asteroid Impact Mission) zu Didymos entsendet, welcher die Asteroiden aus der Nähe untersuchen sollte. AIM hätte im Dezember 2020 starten sollen und DART im Juli 2021, so hätte AIM von einer Umlaufbahn um Didymos A diesen und seinen Begleiter Dimorphos (= Didymos B) aus der Nähe beobachten und seine Beschaffenheit studieren können. Dann wäre DART im Oktober 2022, wenn Didymos besonders nah der Erde steht, auf dessen Begleiter Dimorphos eingeschlagen. AIM hätte dann die Festigkeit von Dimorphos, die Oberflächenbeschaffenheit, den inneren Aufbau und die Bahnveränderung durch den Einschlag bestimmen können. Nach mehreren Jahren der Entwicklung wurde das Budget für die Durchführung vom AIM gestrichen.
Im Juni 2017 genehmigte die NASA das Konzept für DART und leitete die vorläufige Design-Phase ein. Im August 2018 genehmigte die NASA das Projekt zum Start der endgültigen Design-Phase und der Bau-Phase. DART ist ein Gemeinschaftsprojekt der NASA und des Applied Physics Laboratory (APL) der Johns-Hopkins-Universität. Die Leitung hat das Planetary Defense Coordination Office der NASA, unterstützt von mehrern NASA-Laboratorien. Die italienische Raumfahrtbehörde lieferte den Cubesat LICIACube, der am Sept. 11. vor der Kollision von DART abkoppelte und im Vorbeiflug den Aufschlag von DART fotografierte.

## Konstruktion

### DART

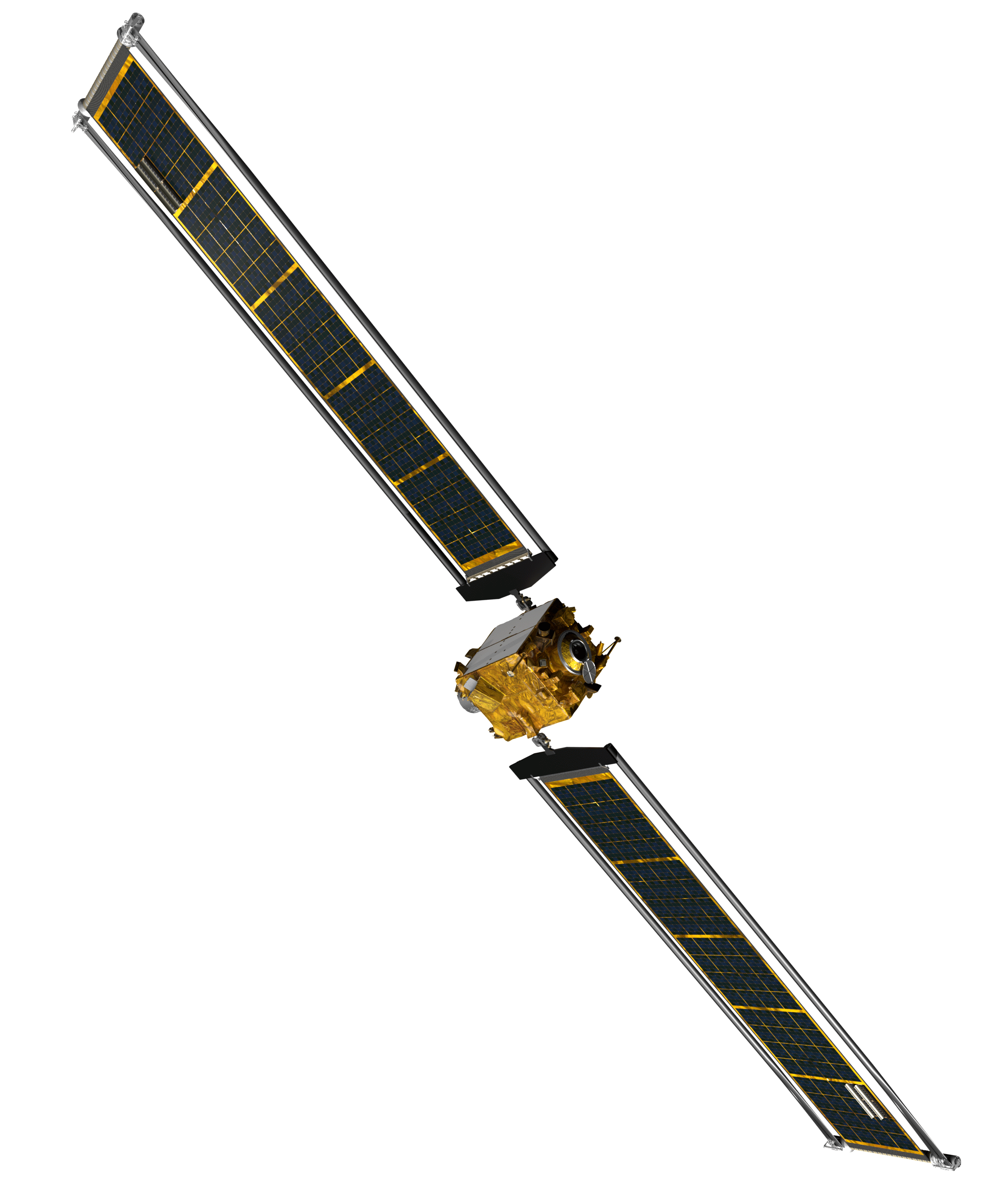
Der DART mit seiner einzigen Nutzlast, der Kamera

DART war als ein Einschlagkörper geplant, der bei dem geplanten Aufprall auf Dimorphos eine Masse von 500–550 kg haben würde. Mit einer Größe von 1,0 × 1,3 × 1,3 m war er kostengünstig. Zur Energiegewinnung dienten zwei entrollbare Solarmodule. Der Antrieb erfolgte durch ein Ionentriebwerk. Zusätzlich waren 12 Steuerdüsen für die Ausrichtung angebracht. Ein Sonnensensor und ein Sternsensor dienten zur Orientierung im Raum. Wie alle Raumsonden besaß DART ein System für Führung, Navigation und Steuerung (Guidance, Navigation & Control bzw. GNC). Wegen der hohen Anforderung, ein so kleines Objekt aus so großer Entfernung zu treffen, entwickelte das Missionsteam des APL einen Algorithmus, der „SMART Nav“ (Small-body Maneuvering Autonomous Real Time Navigation) genannt wurde. Die DRACO-Kamera erzeugte hochwertige Bilder während des Flugs und vor dem Einschlag, die von SMART Nav ausgewertet wurden. In der letzten Phase arbeitete SMART Nav ähnlich wie eine optisch gesteuerte Flugabwehrrakete. Es berechnete den Kurs von Dimorphos voraus und setzte einen Kurs auf das Zentrum des Asteroiden. Die Kommunikation mit der Erde erfolgte mit einer RLSA-Antenne. Der Cubesat LICIACube war während des Starts und des Fluges fest mit DART verbunden und wurde erst vor dem Aufprall abgetrennt.

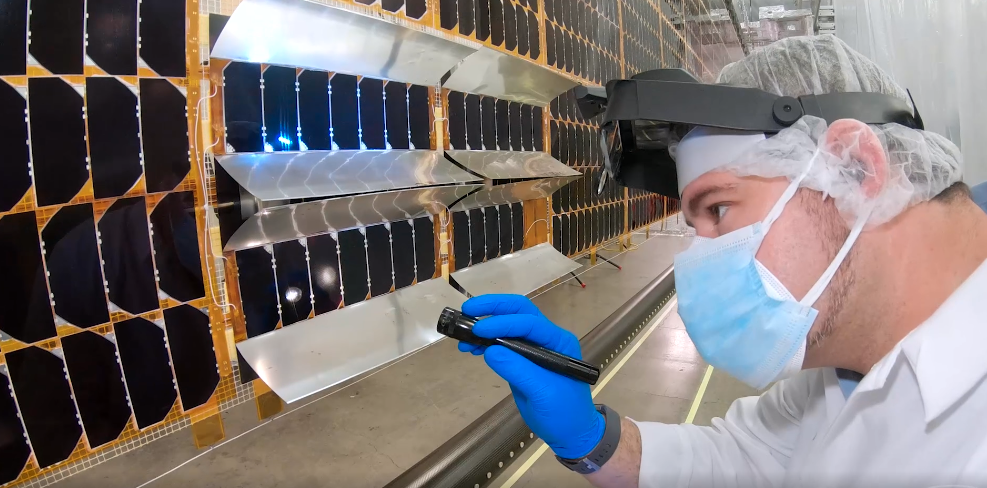
ROSA: Rechts die leistungssteigernden Spiegel

### Solarmodule

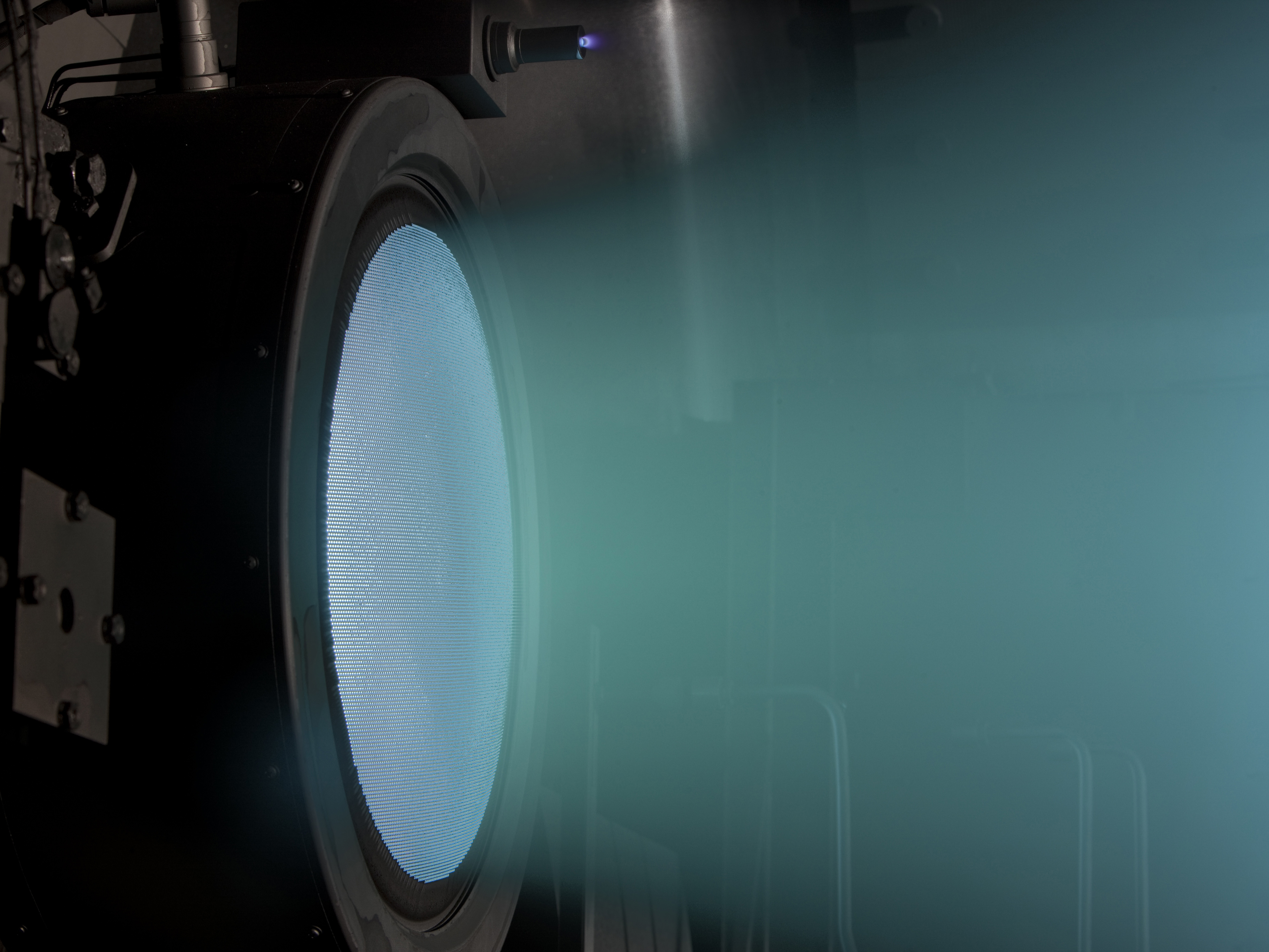
Test des Ionentriebwerks in einer Vakuumkammer

Die speziellen Solarmodule von DART hießen ROSA (Roll Out Solar Array). Sie waren biegsam und beim Start platzsparend aufgerollt. Nach Entfaltung hatten sie eine Länge von je 8,5 m. Ihre Funktion war bereits auf der Internationalen Raumstation getestet worden. Im Juni 2017 transportierte die SpaceX-CRS-11-Rakete Prototypen der Solarmodule im Rahmen der ISS-Expedition 52 auf die Raumstation, wo sie entfaltet und getestet werden konnten. Die zwei Solarmodule hatten zusammen 22 m² Fläche. Die Leistung betrug etwa 3,5 kW. Ein Teil der Solarmodule hatte dank neuer Technik einen dreifach höheren Wirkungsgrad im Vergleich zu herkömmlichen Solarmodulen. Bei dem sogenannten Transformational Solar Array erhöhen Spiegel den Wirkungsgrad der Solarzellen.

### NEXT-Ionentriebwerk
DART wurde von einem Ionentriebwerk angetrieben. Das Triebwerk „NEXT–C“ (NASA’s Evolutionary Xenon Thruster–Commercial) wurde vom Glenn Research Center der NASA und der Firma Aerojet Rocketdyne entwickelt und hergestellt. Das Triebwerk war für fünfeinhalb Jahre im Dauertest und zeigte in der Zeit wenig Verschleißerscheinungen. NEXT konnte mit bis zu 6,9 kW elektrischer Leistung betrieben werden und erzeugte dabei einen Schub von 237 mN mit einem spezifischen Impuls von 4.170 s, es war damit ungefähr dreimal leistungsfähiger als das Vorgängermodell NSTAR, das in Dawn und Deep Space 1 eingebaut war. Das Xenon wurde im Betrieb zunächst ionisiert, mit elektrostatischen Feldern beschleunigt und dann mit hoher Geschwindigkeit ausgestoßen. Die Energie wurde von den zwei Solarmodulen geliefert.

### DRACO-Kamera
Die DRACO-Kamera (Didymos Reconnaissance and Asteroid Camera for Optical navigation) war die einzige Nutzlast der Sonde und basierte auf dem bewährten Design von LORRI (Long-Range Reconnaissance Imager) auf New Horizons. Das Teleskop hatte eine Apertur von 208 mm und ein Sichtfeld von 0,29°, einen CMOS-Sensor und einen Bildprozessor.
DRACO war ein Ritchie-Chrétien Teleskop und operierte in einer Entfernung von ca. 1 AE von der Sonne, im Gegensatz zu LORRI, die für eine Entfernung von mehr als 30 AE konstruiert wurde. Die Anforderungen für die thermische Stabilität und die Lichtempfindlichkeit waren daher weit weniger hart. Für die Konstruktion der Spiegel konnte man auf Aluminium anstatt Siliciumcarbid zurückgreifen und die Kamera dadurch erheblich preisgünstiger konstruieren. Eine Linsengruppe wurde verändert, um das Auftreten von Reflexionen zu verringern.
Als Sensor diente ein strahlungsresistenter BAE sCMOS CIS2521 mit 2560 × 2160 Pixeln und einem niedrigen Rauschen. Die Bildverarbeitung geschah außerhalb der Kamera auf einem Ein-Platinen-Bordcomputer mit einem UT700 LEON3 Prozessor und einem RTG4 FPGA zur Unterstützung der Firmware. Der Computer verfügte über MRAM für die Speicherung der Bilddaten, dazu 32 MB SRAM für die Verarbeitung und 16 GB Flash-Speicher.
Ein bedeutender Teil der Verarbeitung betraf die Reduzierung des Datenvolumens. Es gab nur sehr wenig Zeit, um die letzten Bilder vor dem Einschlag zu senden. Zu den eingesetzten Technologien gehörte 2×2 Binning, Reduktion von 16 auf 12 Bit, verlustlose Bildkompression und Beschränkung auf einen Bildausschnitt. Zusätzlich wurde in den Bildern der Hintergrund und Daten von defekten Pixeln entfernt. Diese Bearbeitungen erfolgte mit der Firmware im RTG4. Die so erhaltenen Bilder wurden zugleich an das Lageregelungs- und Navigationssystem weitergeleitet. In der letzten Flugphase konnte circa alle 5 Sekunden ein Bild gesendet werden.
Die hochauflösende Kamera mit langer Brennweite unterstützte die autonome Navigation (SMART Nav) von DART zum Einschlagspunkt im Zentrum von Dimorphos. Seit 30 Tagen vor dem Einschlag wurden laufend Bilder von Didymos gemacht und bis zum Einschlag zur Erde übermittelt.

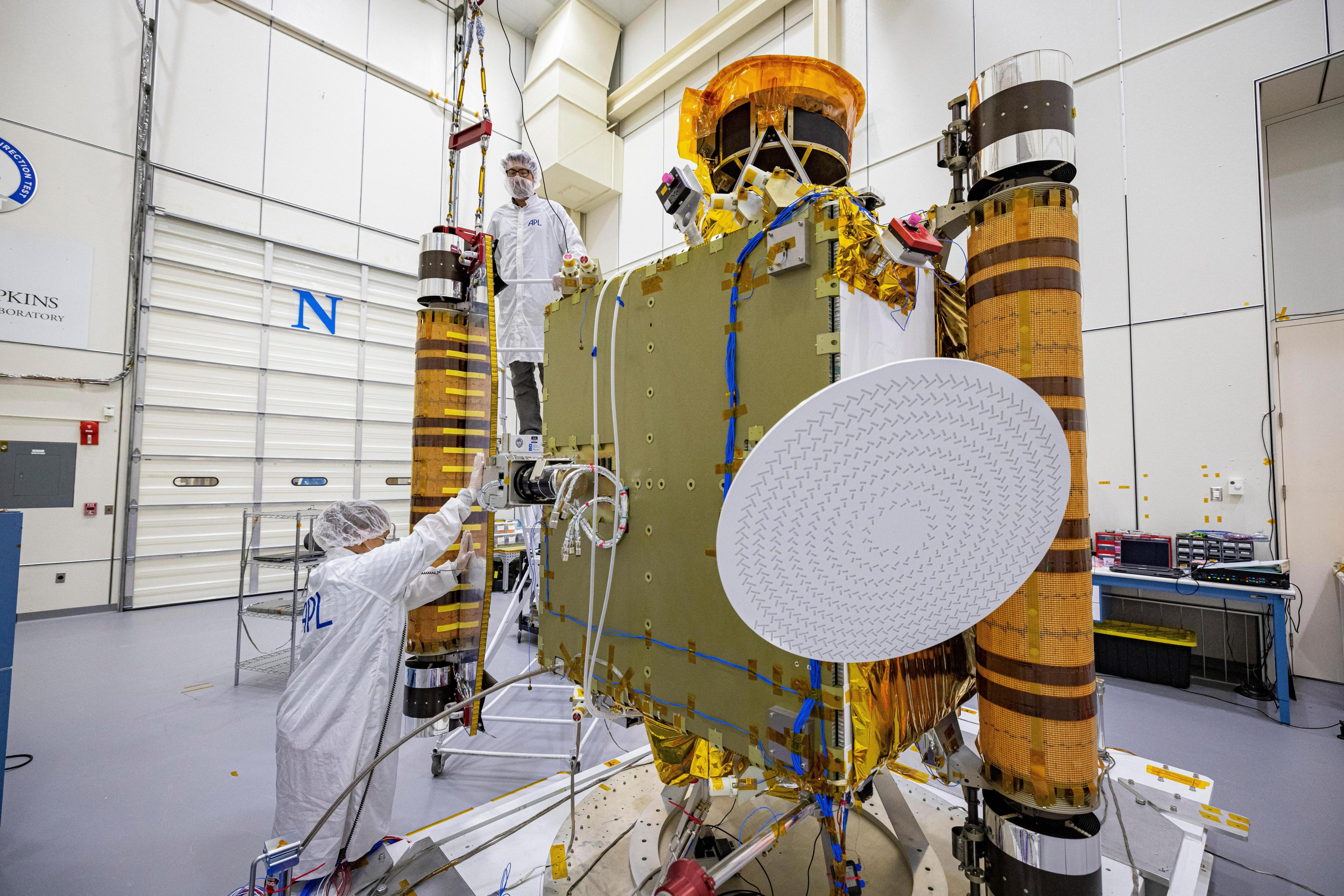
DART und seine spiralförmig strukturierte Antenne (RLSA)

### RLSA-Antenne
DART verwendete als erste Sonde die neuartige, hoch effektive RLSA-Antenne. RLSA steht für „Spiral Radial Line Slot Array“, was die spiralförmige Anordnung der Elemente des Arrays in einer Scheibe beschreibt. Die Kommunikation erfolgt bei dieser im X-Band mit 7,2 und 8,4 GHz zum Deep Space Network (DSN). Die Antenne übertrifft die geforderten Eigenschaften, stimmt mit der Simulation überein und ist ausreichend getestet worden, sodass vor dem Start ein TRL (Technology Readiness Level) von 6 erreicht wurde.

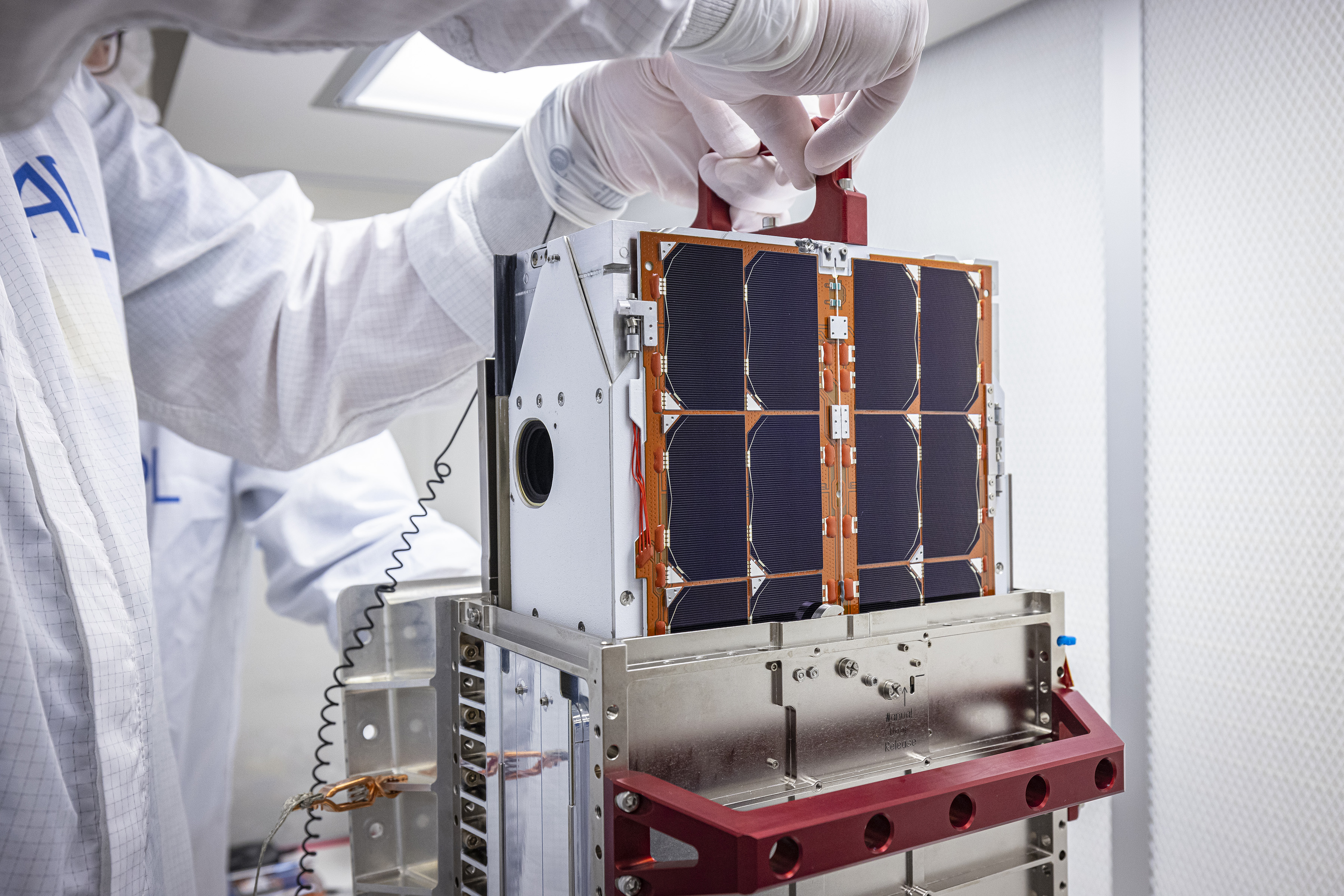
LICIACube, ein begleitender Cubesat von DART

### LICIACube
Die italienische Weltraumbehörde ASI stellte für die Mission LICIACube (Light Italian CubeSat for Imaging of Asteroids) bereit. Der Cubesat hat eine 6U-Plattform und ist sehr ähnlich zum Cubesat ArgoMoon, der mit Artemis 1 startete. Er startete zusammen mit DART und wurde einige Tage vor dem Einschlag mit einem Federmechanismus ausgeklinkt, mit einer Relativgeschwindigkeit von 4 km/h zu DART. Er traf so ca. 3 Minuten später an Dimorphos ein und flog an diesem vorbei. Während des Vorbeiflugs machte LICIACube Bilder vom Einschlag und dem folgenden Auswurf. Anschließend soll LICIACube über mehrere Wochen die Bilder des Einschlags und des Masseauswurfs zur Erde senden. Dafür ist er mit zwei optischen Kameras unterschiedlicher Brennweite ausgerüstet, LUKE (LICIACube Unit Key Explorer) und LEIA (LICIACube Explorer Imaging for Asteroid):
- LUKE (LICIACube Unit Key Explorer): RGB-Kamera mit einem Sichtfeld von 5°, 1088 × 2048 Pixel. Aus einer Entfernung von 55 km kann die Kamera Strukturen bis ungefähr 4 m pro Pixel auflösen. Brennweite 70,55 mm, Bandbereich 400–800 nm
- LEIA (LICIACube Explorer Imaging for Asteroid): Schwarzweiß-Kamera, Sichtfeld 2,06°, Auflösung ungefähr 1,3 m pro Pixel aus einer Entfernung von 55 km. Brennweite 220 mm, Bandbereich 400–900 nm

Der Cubesat ist die erste Mission Italiens im tiefen Raum und wird vom ASI Robotic Exploration Mission Office gesteuert. Gebaut wurde er vom Industriepartner Argotec S.r.I., Das wissenschaftliche Team kommt vom Istituto Nazionale di Astrofisica am Polytechnikum Mailand, der Universität Bologna, der Universität Neapel Parthenope, und dem Istituto di Fisica Applicata „Nello Carrara“ in Florenz. Bilder der Mission wurden am 11. Oktober 2022 präsentiert. Am 3. November 2023 wurden die Daten von LEIA und LUKE veröffentlicht.
Es gab Überlegungen, mit LICIACube einen weiteren Asteroiden zu besuchen. Die Mission endete aber noch im Herbst 2022.

## Trägerrakete

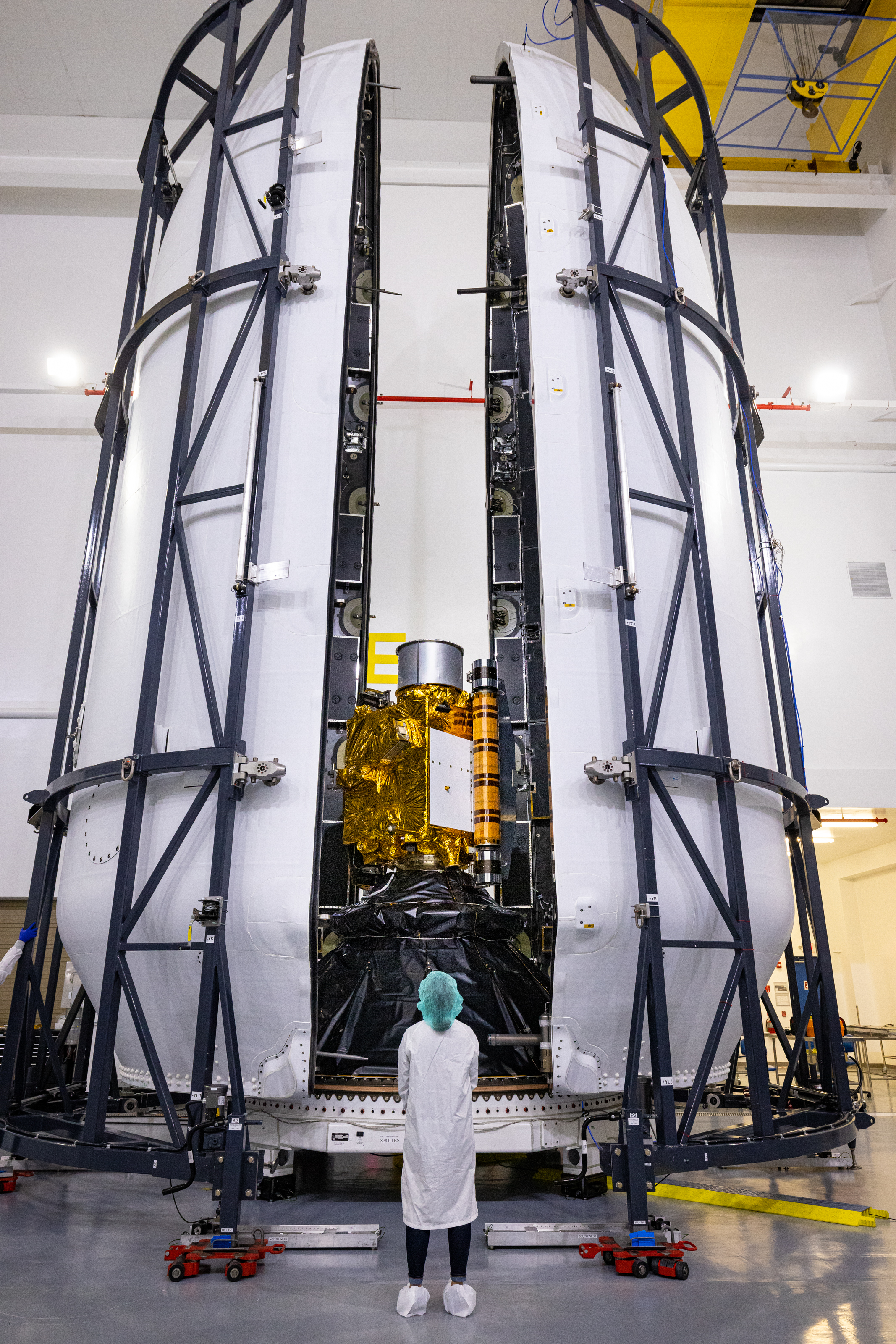
Am 16. November 2021 wurde DART am Verbindungsring der Falcon-9-Rakete befestigt.

Ursprünglich war geplant, DART als zusätzliche Nutzlast eines kommerziellen Raketenstarts ins All zu befördern, um die Kosten niedrig zu halten. DART sollte zunächst auf eine hohe Umlaufbahn um die Erde gebracht werden, um eine Störung durch die Gravitation des Mondes zu vermeiden. Dort sollte das Ionentriebwerk gezündet werden, welches die Sonde langsam aus dem Schwerefeld der Erde befördert hätte. Am 11. April 2019 kündigte die NASA an, dass DART mit einer Falcon-9-Rakete von SpaceX starten würde. Durch die starke Falcon-9-Rakete konnte die Sonde direkt auf eine erdnahe Bahn um die Sonne gebracht werden, von wo aus sie direkt auf Kollisionskurs zum Asteroiden Dimorphos fliegen konnte.

## Zielasteroid Dimorphos

Animation der Flugbahn von DART
DART: magenta, Didymos: hellgrün, Erde: dunkelblau, Sonne: gelb, 2001 CB21: blau-grün, 3361 Orpheus: golden

(65803) Didymos besteht aus zwei Asteroiden, von denen der kleinere, Dimorphos (= Didymos B), den größeren, Didymos A, wie ein Mond umkreist. Didymos A hat einen Durchmesser von 780 m, Dimorphos 160 m. Dimorphos umkreist Didymos A im Abstand von 1,18 km und benötigte für den Umlauf 11,92 Stunden. Abhängig vom Treibstoffverbrauch während des Fluges sollte der Einschlag auf Dimorphos mit einer  Restmasse von rund 570 kg und einer Geschwindigkeit von 6,1 km/s erfolgen. Erwartet wurde eine Änderung der Geschwindigkeit von Didymos B von etwa 0,4 mm/s und eine Verkürzung der Umlaufzeit um Didymos A um 10 Minuten.
Didymos kreuzt nicht die Erdbahn. Es bestand kein Risiko, dass das Experiment zu einem Einschlag des Asteroiden auf der Erde führen könnte.

## Missionsverlauf

### Vorbereitungen bis zum Start
Der Start war ursprünglich im Juli 2021 geplant, verzögerte sich aber bis zum November. Als Grund wurden von der NASA Verbesserungen an Kamera und Navigationssystem genannt, damit die Systeme die Belastungen eines Raketenstarts unbeschadet überstehen. Im „Hopkins University Applied Physics Laboratory“ in Laurel (Maryland) hatte das Missionsteam die Sonde für den Flug vorbereitet, die Instrumente und das elektrische System getestet und die letzten Teile der mehrlagigen Isolierung angebracht. Anfang Oktober 2021 wurden etwa 60 kg Xenon für den Ionenantrieb eingefüllt. Nach einem Transport quer durch die USA erreichte DART am 26. Oktober 2021 die Vandenberg Space Force Base nahe Lompoc. Die Startvorbereitungen von DART begannen am 28. Oktober 2021 mit dem Betanken von Hydrazin für die zwölf Positionierungsdüsen. Nach der Betankung hatte DART ein Startgewicht von 610 kg. Am 16. November 2021 wurde DART am Verbindungsring der Falcon-9-Rakete befestigt.
Die Rakete selbst wurde ohne die Sonde zu einem stationären Raketentriebwerkstest gefahren. Danach wurde DART auf der Spitze der Rakete befestigt und mit der Nutzlastverkleidung versehen. Am Tag vor dem Start wurde die fertig montierte Rakete mit einem speziellen Fahrzeug vom Hangar zum Startplatz Vandenberg Space Launch Complex 4 (SLC-4E) gebracht. Der Start erfolgte planmäßig am 24. November 2021 um 06:21:02 UTC.

### Flug und Einschlag

Aufnahme des Einschlags vom South African Astronomical Observatory

DART flog auf einer erdnahen Umlaufbahn um die Sonne in Richtung des Asteroiden Didymos. Auf dem Weg dorthin konnten die beiden erdnahen Asteroiden, (138971) 2001 CB21 und (3361) Orpheus im Vorbeiflug beobachtet werden. Mitte September 2022 wurde LICIACube ausgesetzt.
Der Einschlag auf Didymos war auf den 26. September 2022 (23:14 UTC) berechnet. In den letzten vier Stunden vor dem Einschlag übernahm DART die Navigation autonom, da die Funkübertragung von Steuerbefehlen zu lange gedauert hätte. Beide Flugbahnen wurden in den letzten Stunden vor dem Einschlag von den Antennennetzwerken von NASA und ESA beobachtet, mit Delta DOR wurde die Flugbahn vermessen. Die notwendigen Kurskorrekturen wurden von der Sonde selbst berechnet und alle Daten von DART wurden bis zum Schluss direkt übertragen, um möglichst viele Daten und Bilder von der Oberfläche vor dem Einschlag zu gewinnen.
Der Einschlag um 23:15 UTC wurde von LICIACube aus einer Distanz von etwa tausend Kilometern mit sechs Bildern in der Sekunde fotografiert. Nach dem Vorbeiflug wurden die Aufnahmen zur Erde übertragen. LICIACube verbleibt danach in einer Sonnenumlaufbahn. Das James-Webb- und das Hubble-Weltraumteleskop sowie viele Radarsysteme und Teleskope auf der Erde beobachteten ebenfalls den Einschlagsort. Der Vorgang stellt eine Premiere in der Geschichte der Weltraumforschung dar. Nie zuvor hatten Menschen versucht, die Bahn eines astronomischen Objektes zu beeinflussen. Laut NASA lag die Wahrscheinlichkeit, dass DART den Asteroiden nicht trifft, bei 10 %. Zum Zeitpunkt des Einschlags war Didymos etwa 11 Millionen Kilometer von der Erde entfernt.
Die Wahl eines Frontalaufpralls und damit einer Verkürzung der Umlaufzeit sollte die spätere bodengestützte Beobachtungen von Dimorphos erleichtern; wenn er auf seiner hinteren Seite getroffen worden wäre, was seine Umlaufzeit auf bis zu zwölf Stunden erhöht hätte, würde seine Periode mit dem Tag- und Nachtzyklus der Erde zusammenfallen. Dadurch wären bodengestützte Beobachter daran gehindert worden, alle Umlaufphasen von Dimorphos jede Nacht zu beobachten.

### Erwartete Wirkung

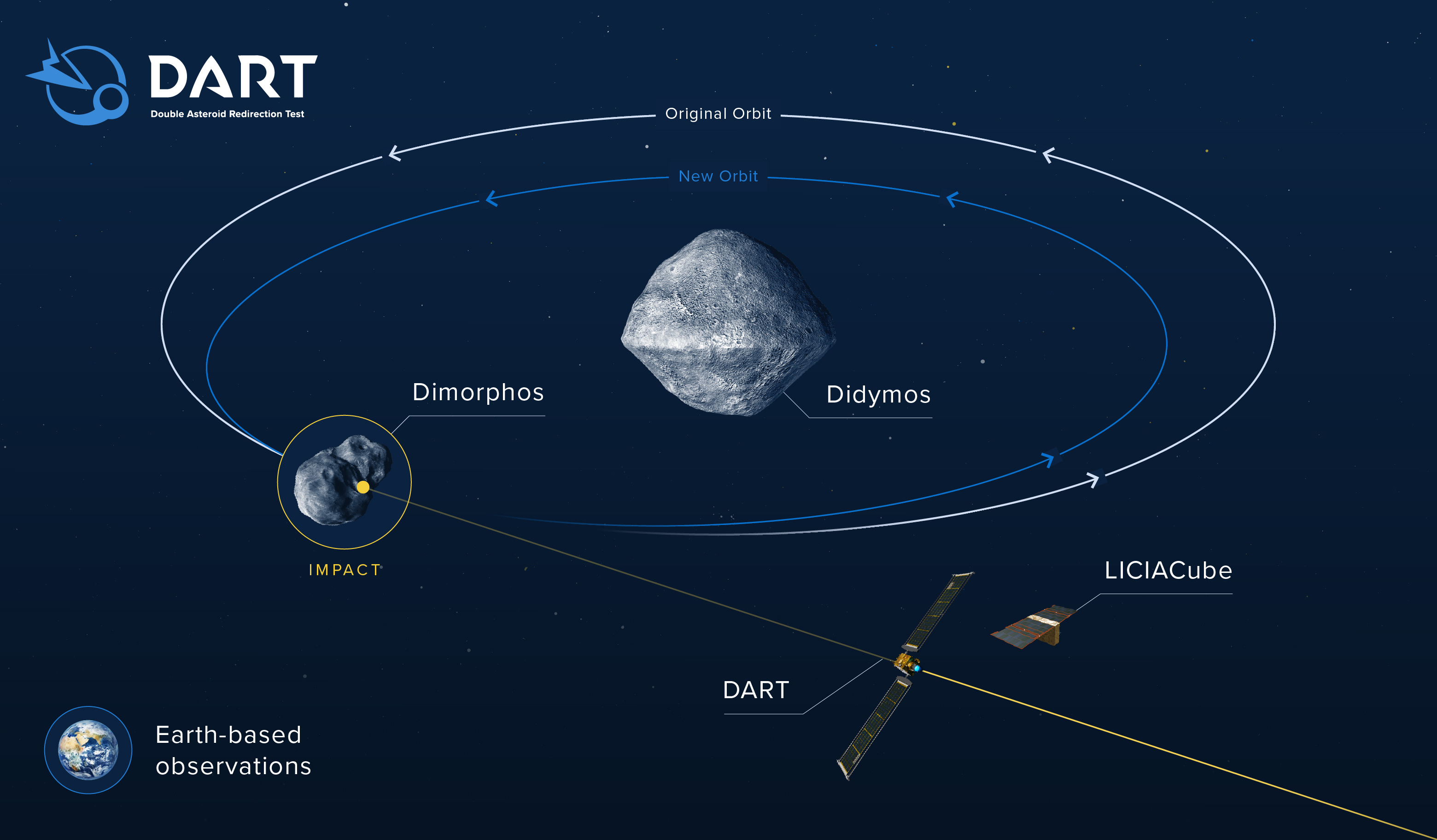
Veranschaulichung der erwarteten Bahnveränderung durch den Einschlag

Das DART-Raumfahrzeug sollte zum Zeitpunkt eine Masse von 570 kg haben. Sein Aufprall sollte mit 6,1 km/s bzw. 21.960 km/h (effektiv 6,583 km/s, bzw. 23.700 km/h) erfolgen, was einem Energieäquivalent von etwa drei Tonnen TNT entspricht, bzw. ca. 12 GJ. Ein Missionsentwurf von 2012 sah vor, dass dadurch eine Geschwindigkeitsänderung von Dimorphos in der Größenordnung von etwa +0,4 mm/s verursacht wird (effektiv +2,8 mm/s, d. h. von 0,1766 m/s bis 0,1794 m/s).
Die durch den Einschlag erzeugte Verringerung der Umlaufgeschwindigkeit sollte Dimorphos näher an Didymos bringen (von 1,206 km ±35 m bis 1,169 km ±34 m), was dazu führen sollte, dass Dimorphos eine größere Gravitationsbeschleunigung hat und somit eine kürzere Umlaufzeit. Obwohl die geplante Änderung in der Umlaufbahn von Dimorphos gering war, würde sich der Versatz in seiner Umlaufbahnposition akkumulieren und mit der Zeit deutlicher werden.
Der Einschlag zielte auf das Zentrum von Dimorphos und sollte die Umlaufzeit von 11,921473 Stunden um etwa 10 Minuten verkürzen.

### Erzielte Wirkung
Der Einschlag hat die Umlaufzeit von Dimorphos um 33 Minuten ±20 Sekunden verkürzt (genauer von 11 St. 55 Min. 17,3 Sek. ±0,2 Sek. auf 11 St. 22 Min. 16 Sek. ±20 Sek., oder 11,3712 Stunden), wobei die NASA bereits eine Veränderung von 73 Sekunden als Erfolg gewertet hätte. Die Unsicherheit in der Abschätzung der Auswirkung des Impakts rührte von fehlendem Wissen um die Oberflächenstruktur von Didymos her und dass der Einfluss des Rückstoßes der ausgeworfenen Ejekta unbekannt war.
Numerische Simulationen des Einschlags ergaben, dass sich die Beobachtungen des Ereignisses am besten damit erklären lassen, dass kein Einschlagkrater auf Dimorphos entstand. Vielmehr habe dieser sich verformt, und es sei Material aus dem Inneren nach außen geschleudert worden.
Erste gesicherte Erkenntnisse zum inneren Aufbau und den Materialeigenschaften der Asteroiden und detaillierte Messungen zu den Folgen des Einschlags soll die Folgemission Hera erbringen.

## Galerie

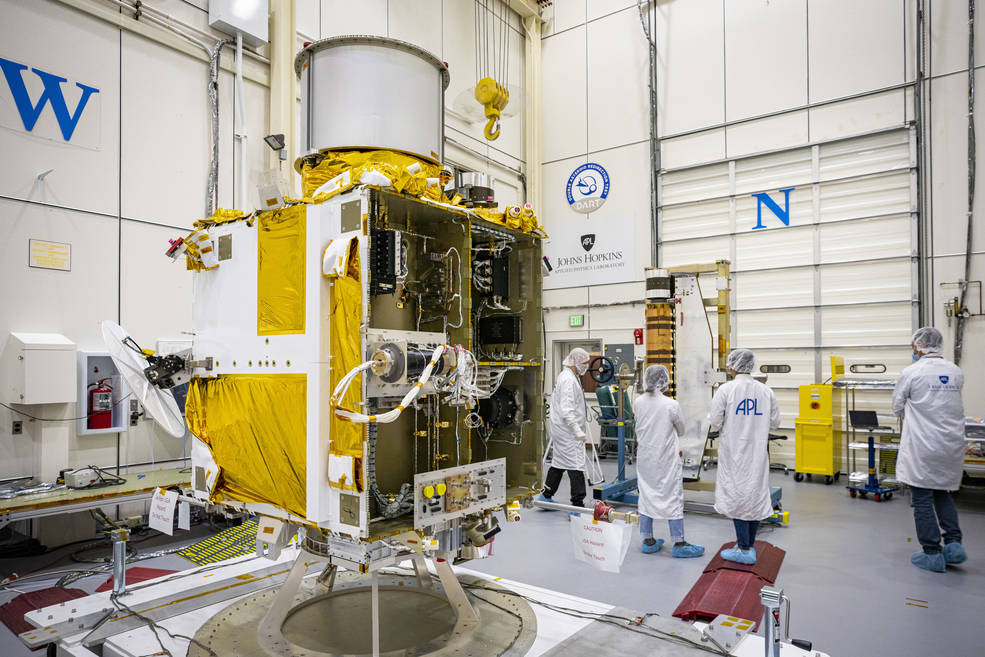
DART-Sonde vor der Installation der Roll Out Solar Arrays (ROSA)
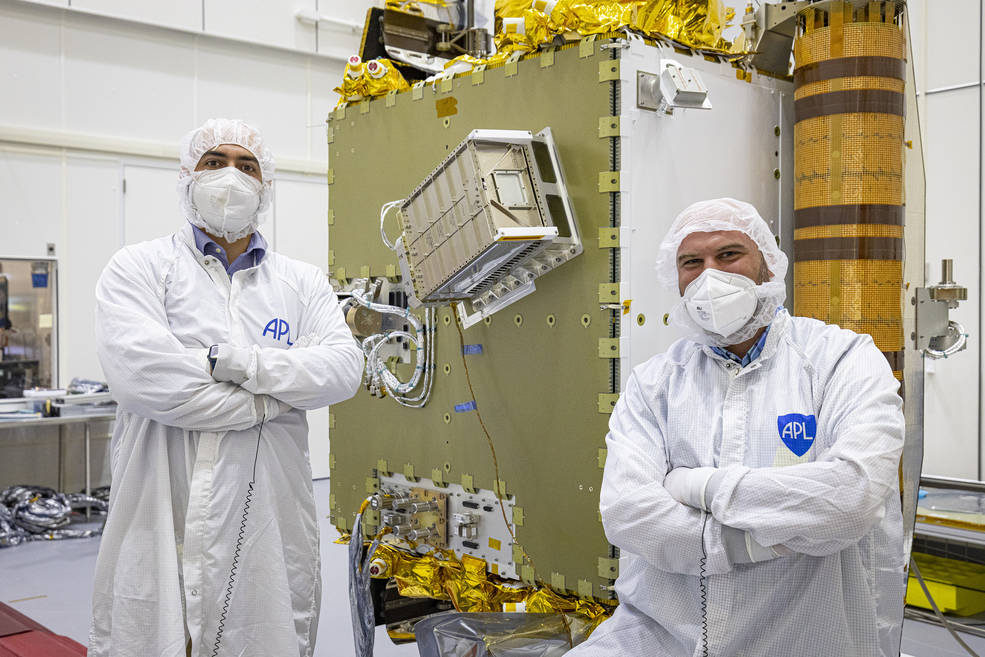
DART-Sonde mit montierten ROSA und LICIACube
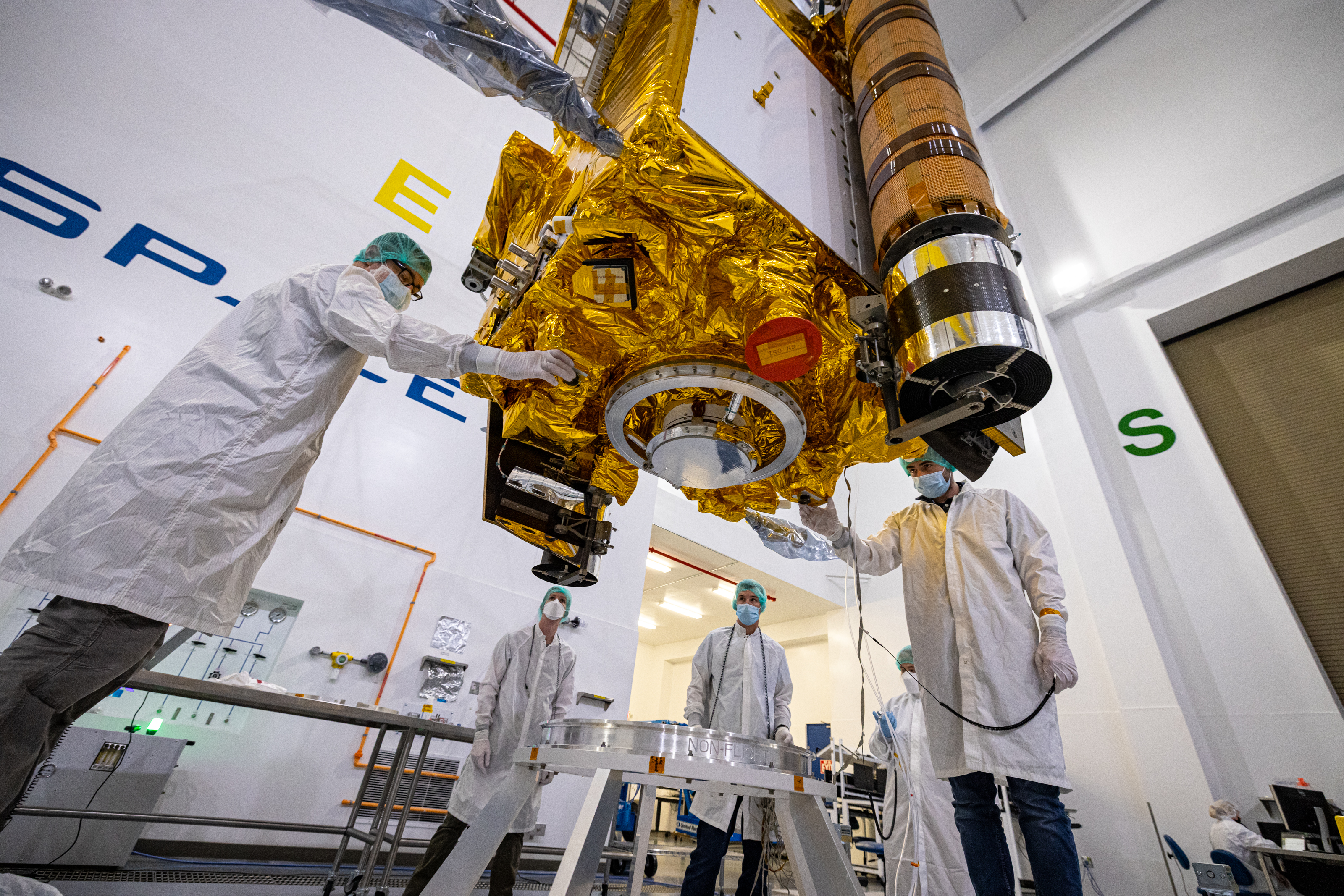
Verladung der Sonde in der „SpaceX Payload Processing Facility“ der VSFB

- Animiertes Video der DART-Mission vom Start bis zum Einschlag

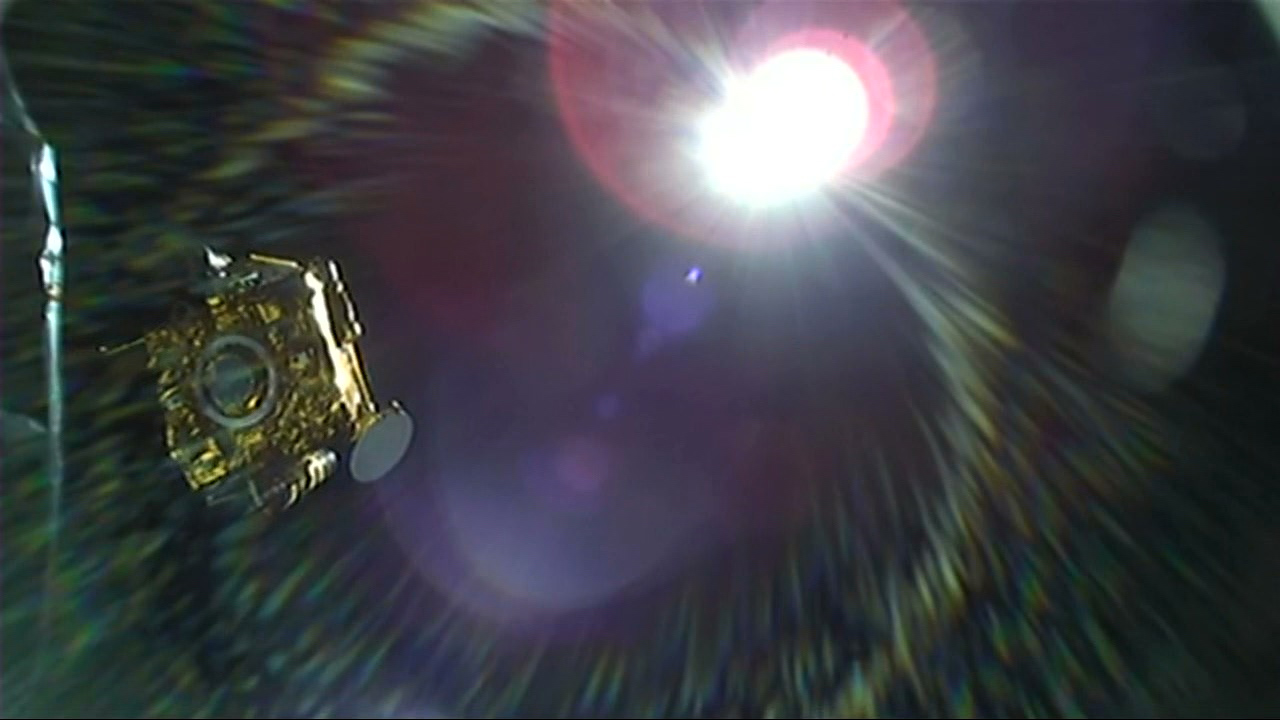
Foto der Sonde nach der Trennung von der zweiten Raketenstufe
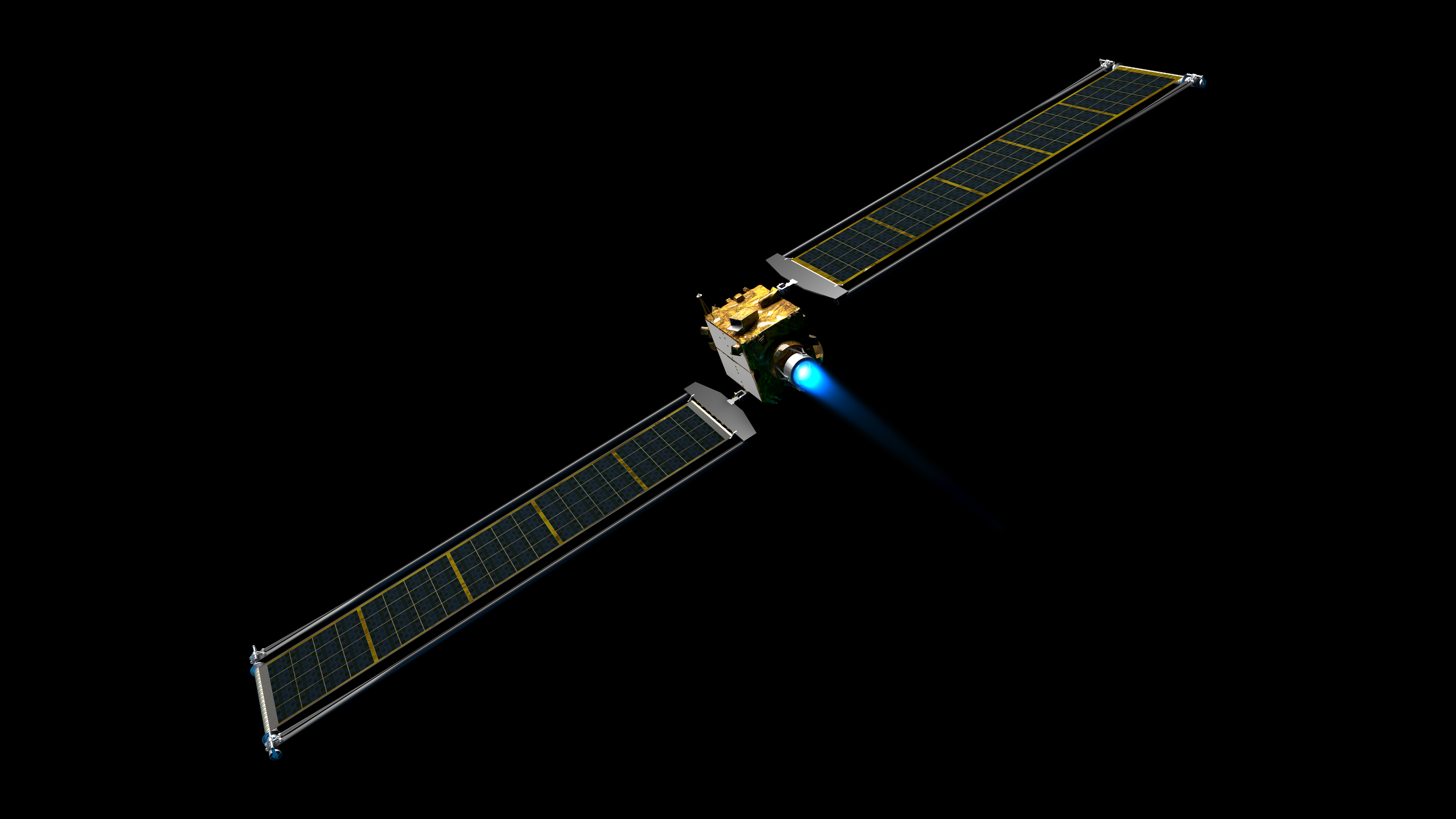
Künstlerische Darstellung von DART mit laufendem Ionentriebwerk
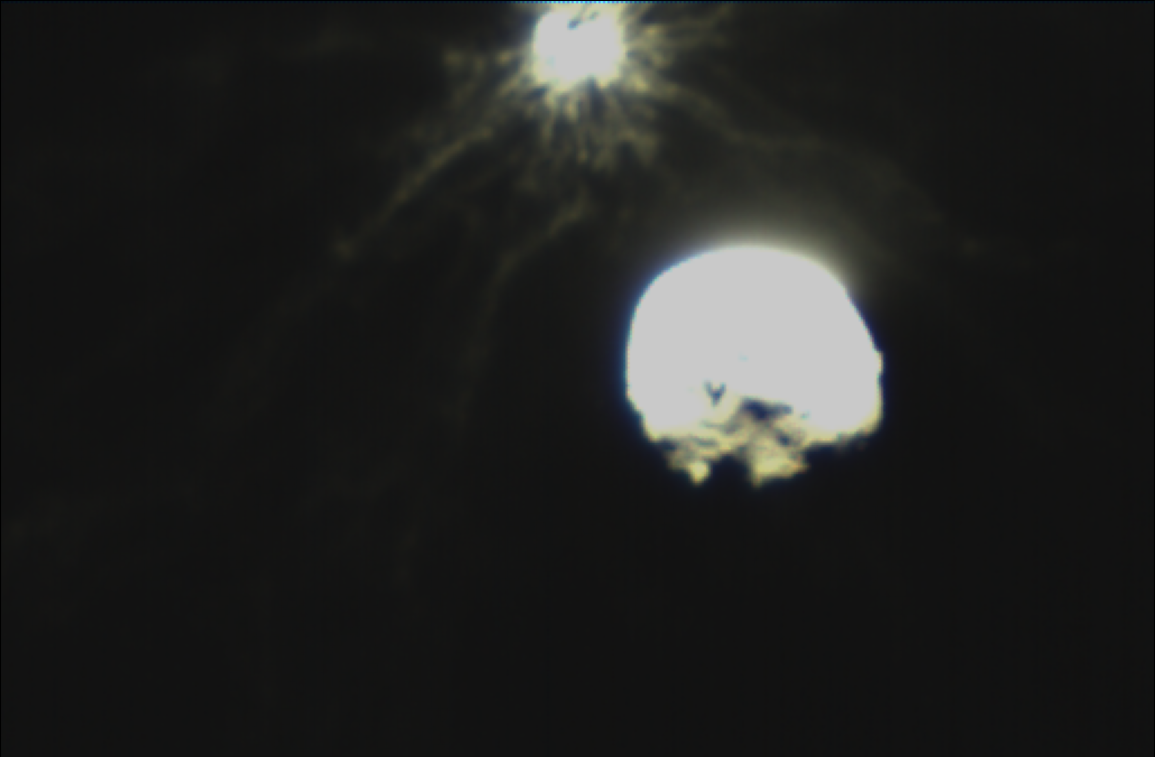
LICIACube-Foto der Ejekta